# Parapuzosia
Parapuzosia — викопний рід десмоцератових амонітів що існував на території Африки, Європи та Північної Америки із сеноману до кампану. Зазвичай це були дуже великі амоніти, з черепашками, що досягали діаметра 60 см або більше, а найбільший вид, P. seppenradensis, має розмір близько 2 м. Має помірно вигнуту раковину з плоскими або злегка заокругленими сторонами. У внутрішніх завитках можна розрізнити первинну та вторинну ребристість.